# Стојан Раденовић
Стојан Раденовић (Добра Вода, 9. март 1948) српски је математичар, универзитетски професор и политичар. Посланик је у Народној скупштина Републике Србије од 2022. године, као кандидат Српске напредне странке. Био је вршилац дужности Председника Народне скупштине Републике Србије од фебруара до марта 2024. године.

## Биографија
Раденовић је рођен у селу Добра Вода у општини Бојник, у тадашњој Народној Републици Србији у саставу Федеративне Народне Републике Југославије. Докторирао је 1979. године и наредне две деценије предавао је на Природно-математичком факултету Универзитета у Крагујевцу. Пре него што је докторирао, био је професор у Четрнаестој београдској гимназији.
Од 2000. до 2013. године био је редовни професор на Машинском факултету Универзитета у Београду. 
Раденовић је 2016. године лично заслужан за то да се Универзитет у Београду први пут нађе међу триста најбољих универзитета на свету на престижној Шангајској листи, захваљујући великом броју објављених радова и цитата. Ово достигнуће га је довело у пажњу шире јавности.

## Политички ангажман
На парламентарним изборима у Србији 2022. године, Српска напредна странка (СНС) резервисала је водеће позиције на својој изборној листи Србија не сме да стане за нестраначке личности и академике. Раденовићу је дато друго место на листи и он је заиста изабран када је листа освојила већинску победу са 120 од 250 мандата. Током кампање, приписао је СНС-у заслуге за побољшање услова у Србији током деценије њене владавине. У свом првом мандату, Раденовић је био члан одбора за образовање и пододбора за науку и високо образовање.
Добио је девето место на листи СНС-а на парламентарним изборима 2023. године и поново је изабран када је листа освојила већину са 129 места. Као најстарији члан новог парламента, Раденовић је изабран за привременог председника када је скупштина сазвана у фебруару 2024. године. Ову функцију је обављао до 20. марта, када је Ана Брнабић изабрана за председницу Народне скупштине.
Тренутно је члан скупштинског одбора за образовање, науку, технолошки развој и информатичко друштво.